# Мелітопольська дослідна станція садівництва імені М. Ф. Сидоренка
Мелітопольська дослідна станція садівництва імені М. Ф. Сидоренка ІС НААН (колишні назви: Мелітопольський опорний пункт Мліївської дослідної станції садівництва, Інститут зрошуваного садівництва імені М. Ф . Сидоренка НААН) — наукова установа у складі Інституту садівництва НААН, яке спеціалізується на селекції та технологіях вирощування плодових культур в умовах Південного Степу України.

## Історія

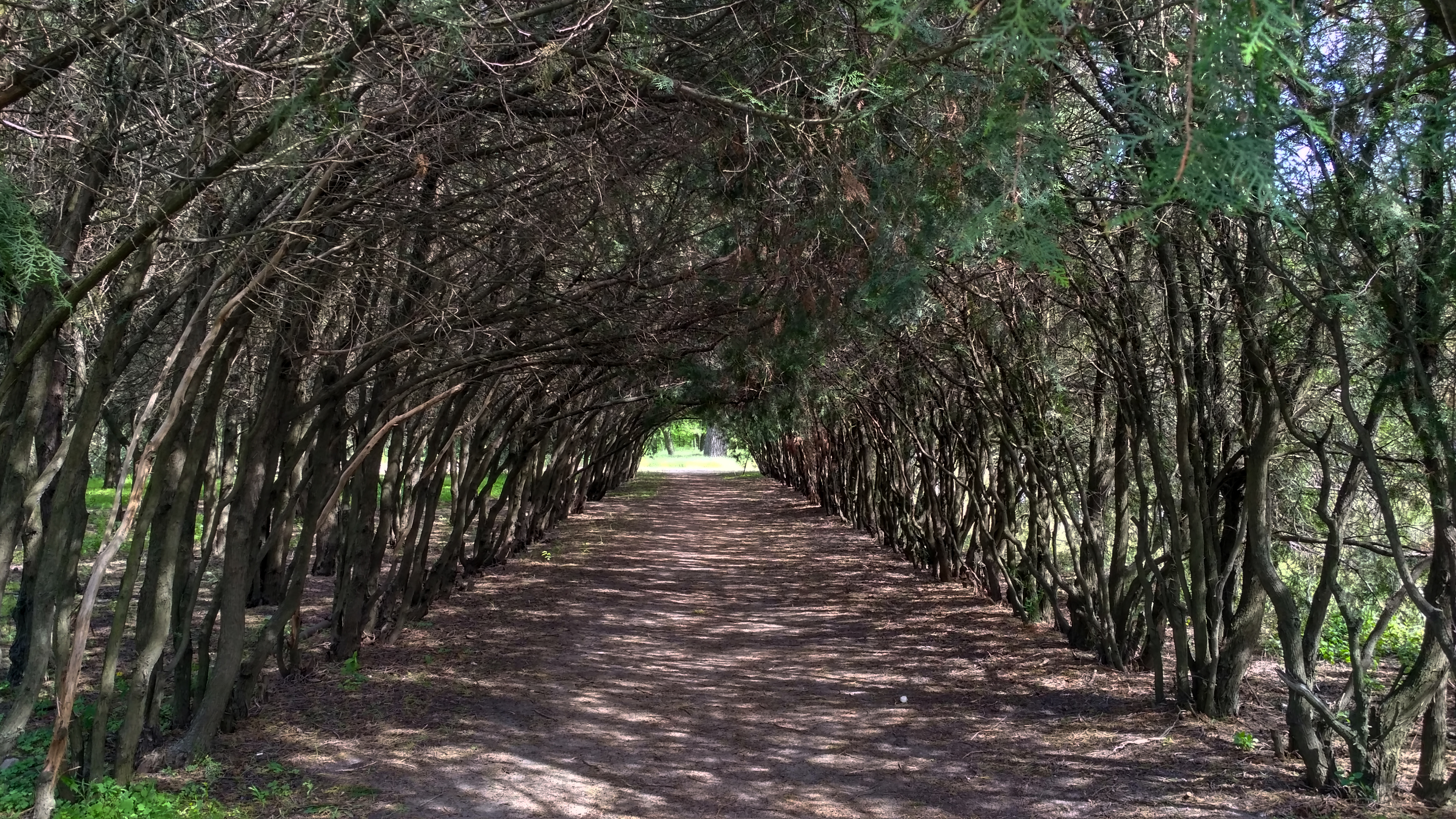
Парк зрощувального садівництва

Організація садівництва на Мелітопольщині пов'язане з ім'ям підприємця-садівника А. Л. Філібера, який у 1836 році посадив у своєму маєтку в селі Атманай (нині Якимівський район) кілька сотень дерев найбільш відомих американських сортів, а також з іменем земського лікаря А. В. Корвацького, який пізніше, наприкінці XIX — початку XX століття, займався акліматизацією в Мелітополі сортів яблуні, груші, абрикоса, персика, сливи, черешні та вишні іноземного походження.

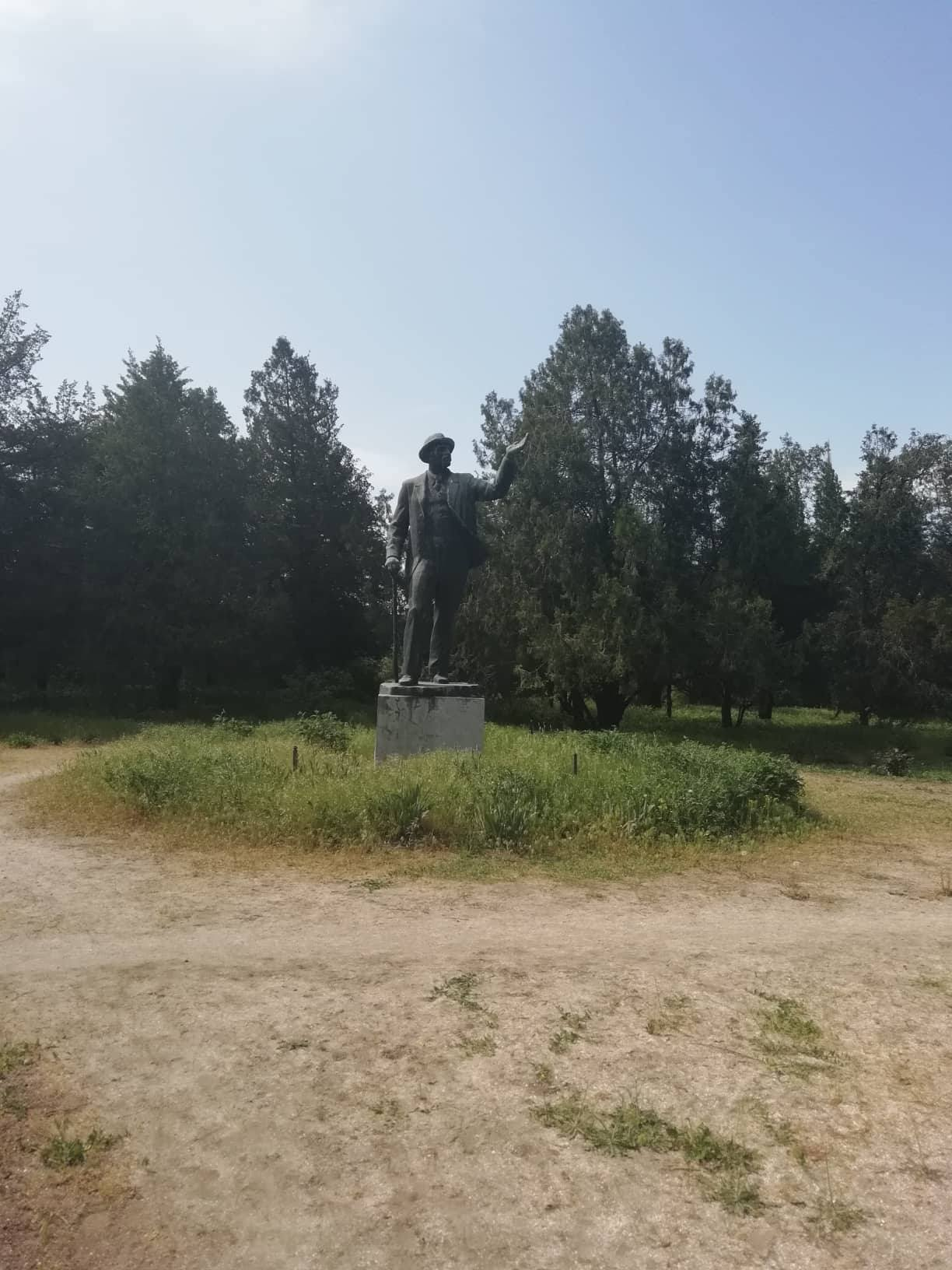

У 1928 році був створений Мелітопольський опорний пункт Мліївської дослідної станції садівництва. У 1930 році опорний пункт перетворений до Мелітопольської зональну науково-дослідну станцію плодоягідного виробництва (пізніше — дослідна станція садівництва).
З 1933 року селекціонером М. Т. Оратівський розпочата робота з виведення сортів черешні. За період до 1965 року створено 12 сортів, у тому числі Скороспілка, Валерій Чкалов, Присадибна, Мелітопольська рання, Рубінова рання, Дніпровка. З тих пір селекція черешні є одним з основних напрямків наукової діяльності дослідної станції, а Мелітополь називає себе «Черешневою столицею України». Після війни робота М. Т. Оратівського із селекції черешні продовжена доктором сільськогосподарських наук М. І. Туровцевим.
М. Ф. Сидоренко, який очолював дослідну станцію протягом 42 років, спеціалізувався на селекції персика. Він є автором і співавтором 30 нових сортів, у тому числі Золотистий, Мелітопольський ясний, Мрія. З 1947 року на базі садстанції почала функціонувати однорічна школа садівників, яку закінчили понад 5000 учнів. Директором школи майже 30 років також був М. Ф. Сидоренко.
У 1972 році Мелітопольська дослідна станція садівництва перетворена в Український науково-дослідний інститут зрошуваного садівництва. У радянські роки сорти селекції інституту неодноразово представлялися на міжнародних виставках в Ерфурті (Німеччина). Золотими медалями нагороджені сорти черешні Присадибна і Червнева рання (1961), сорти персика Серпневий (1974) і Новина Степу (1977).

## Інфраструктура

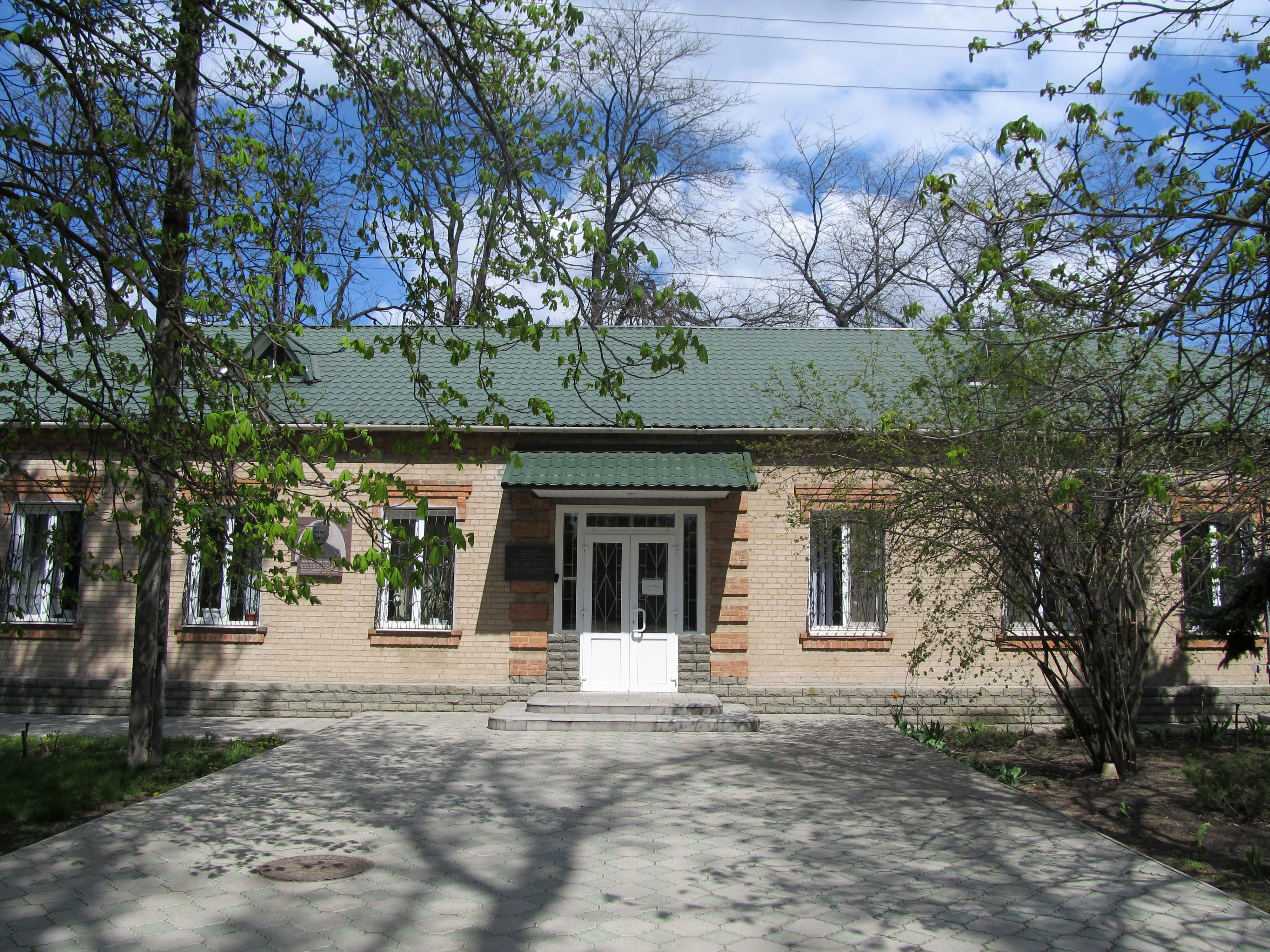
Один із корпусів станції

Дослідна станція розташована на розі проспекту Богдана Хмельницького і вулиці Вакуленчука. Головний корпус — триповерховий, поруч знаходиться кілька одноповерхових корпусів. Навколо станції закладено великий сквер. На захід від станції розташовані сади. Територія по вулиці Вакуленчука раніше також належала станції, нині забудована приватними будинками. На території станції працює музей, окремий зал якого присвячений М. Ф. Сидоренку.
Основною базою для проведення науково-дослідних робіт, апробації отриманих результатів та подальшого їхнього експериментального освоєння є дослідне господарство «Мелітопольське», де щорічно збирають 3,5-4 тис. тонн плодів (у тому числі близько 1,0 тис. тонн черешні) і вирощується 180—200 тис. саджанців зерняткових і кісточкових культур, у тому числі нових сортів селекції дослідної станції.

### Пам'ятники на території станції
- Пам'ятник І. В. Мічуріну встановлений у дворі станції в 1949 році. Пам'ятник являє собою 3-метрову скульптуру роботи Н. Соболя[9] (Із Запорізьких художньо-виробничих майстернях), виготовлену із залізобетону і окуту міддю[10].
- Пам'ятник співробітникам інституту, загиблим в роки Другої світової війни.
- Меморіальна дошка на честь М. Ф. Сидоренка, установлена в 1993 році[11].
- Меморіальна дошка на честь І. І. Мамаєва, установлена в 2003 році.

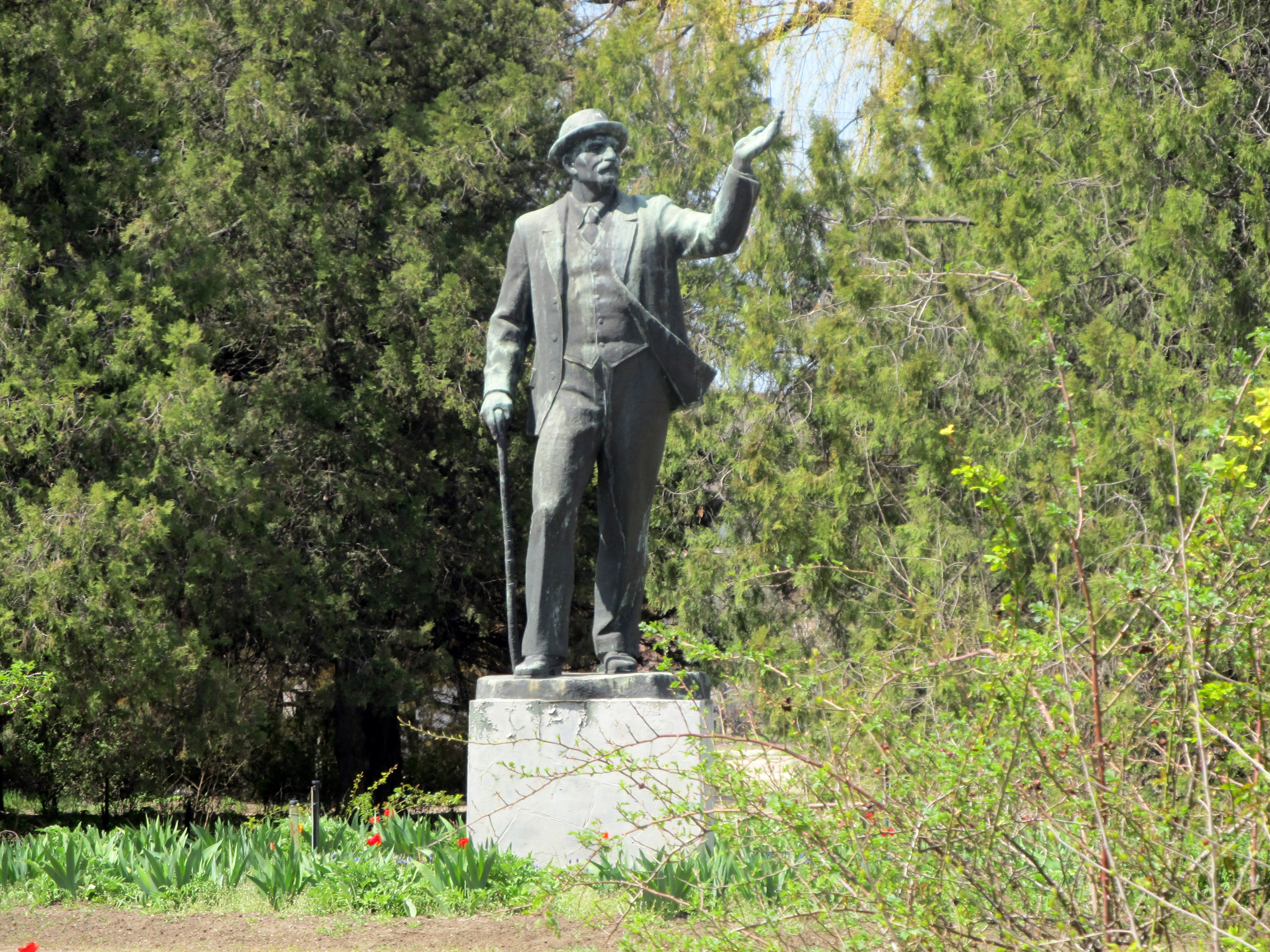
Пам'ятник Мічуріну
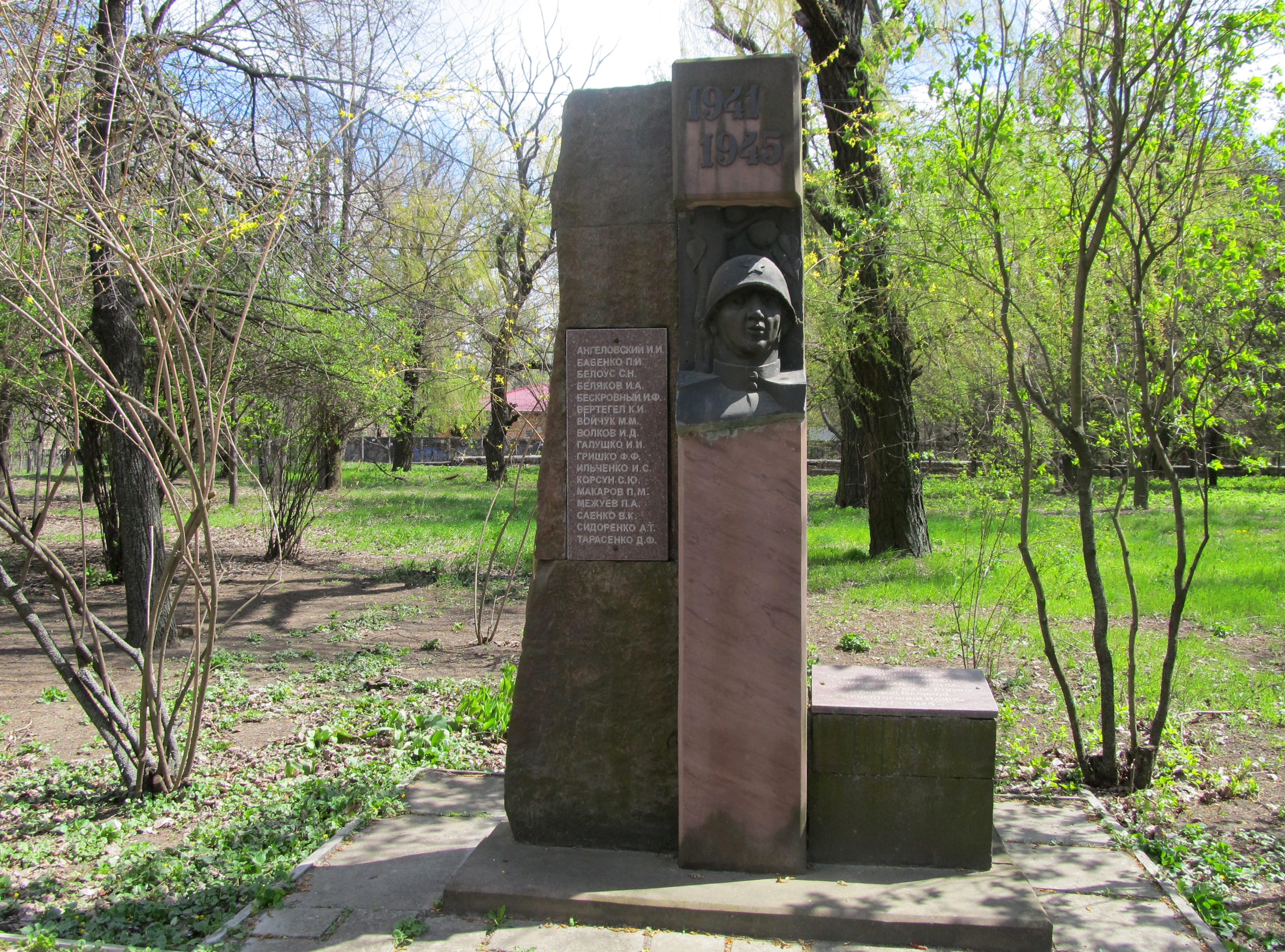
Пам'ятник співробітникам інституту, загиблим у Другій світовій війні
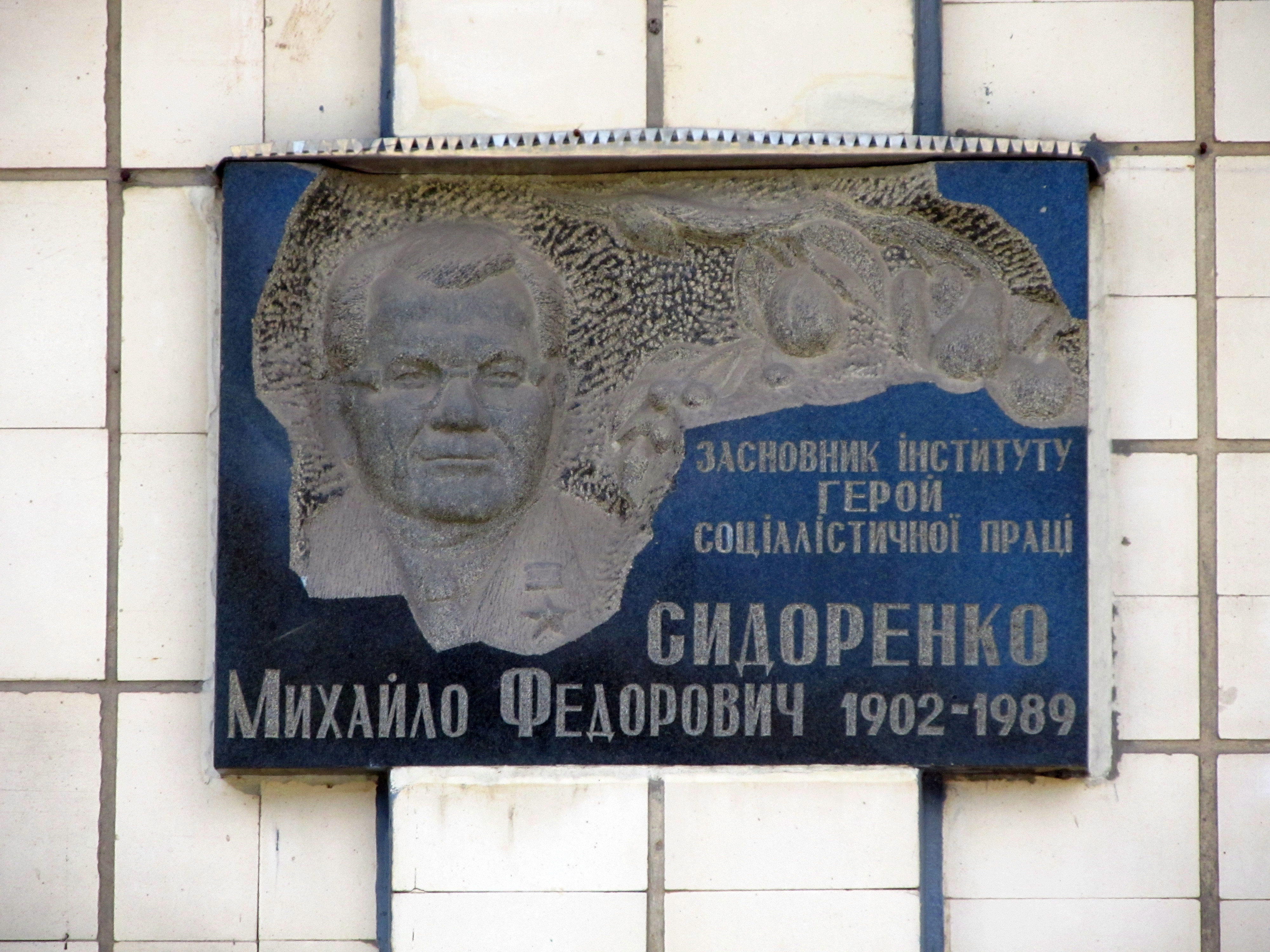
Меморіальна дошка на честь М. Ф. Сидоренка
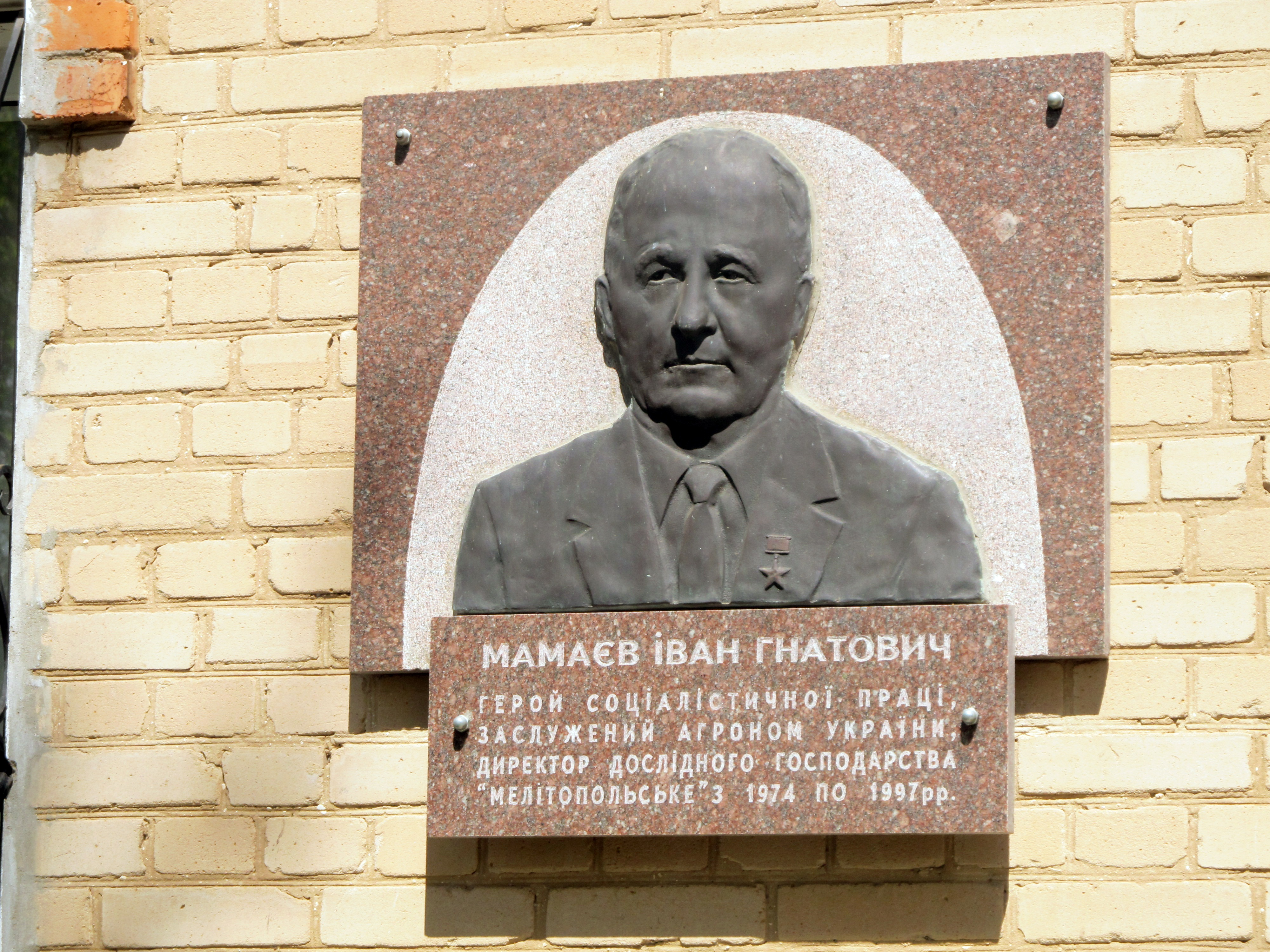
Меморіальна дошка на честь І. І. Мамаєва
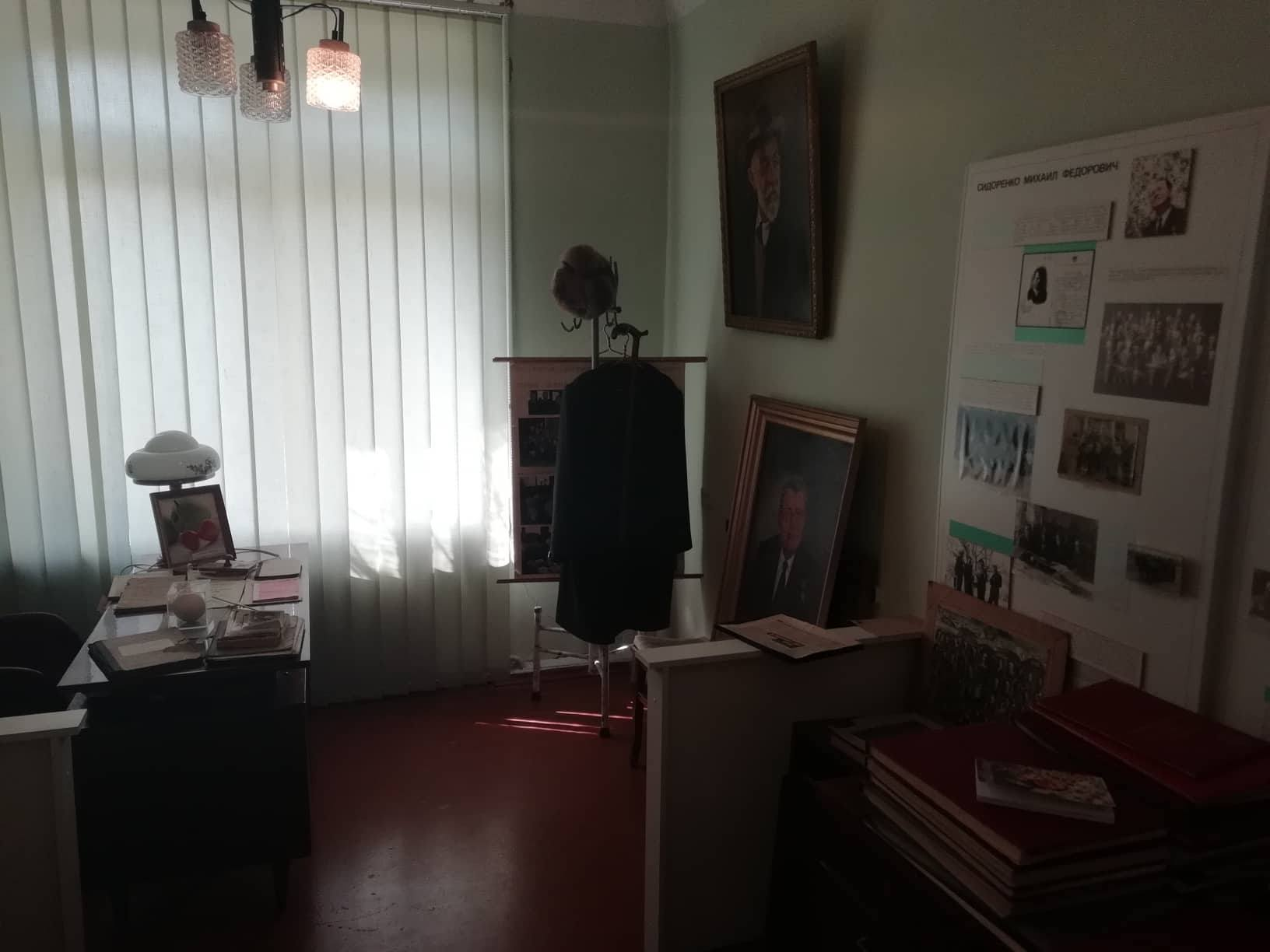

## Наукова та господарська діяльність
Основними напрямками діяльності дослідної станції є селекція, інтродукція і сортовивчення; вдосконалення технологій вирощування високоякісного посадкового матеріалу плодових культур і технологій виробництва плодів, адаптованих до ґрунтово-кліматичних умов регіону; агрохімічні дослідження в садових агроценозах; Розробка та впровадження екологічно безпечних систем удобрення та захисту садів від шкідників і хвороб; вдосконалення технологій поливу; обґрунтування економічних процесів, визначення перспективних напрямів конкурентоспроможного розвитку галузі на інноваційній основі. За період існування станції було виведено більше 250 і районовано 93 сорти плодових культур.
Крім наукової діяльності, дослідна станція займається розповсюдженням власних наукових розробок, в тому числі нових сортів плодових культур, на основі укладання ліцензійних та інших договорів, надає консалтингові послуги з питань освоєння сортів і передових технологій садівництва і розсадництва, а також здійснює виробництво плодів і вирощування посадкового і живцевого матеріалу плодових культур.